# Charles Joseph Gahan
Charles Joseph Gahan (20 de enero de 1862 - 21 de enero de 1939) fue un entomólogo irlandés especializado en escarabajos, en particular Cerambycidae. Se desempeñó como guardián en el departamento de entomología del Museo Británico (Historia Natural) durante trece años después de Charles Owen Waterhouse.
Nació en Roscrea, Condado de Tipperary, Irlanda. Su padre, Michael Gahan, era el Maestro de la Escuela Erasmus Smith en Tipperary. Primero se educó en el Queens College Galway, donde obtuvo distinción, y luego en la Royal School of Mines de Kensington. En 1882 recibió una medalla y premios como el mejor estudiante de biología de la sesión. En 1886, se unió al Museo Británico (Historia Natural) como asistente en el Departamento de Zoología,donde se convirtió en Guardián en el entonces recién formado Departamento de Entomología en 1913. Experto en escarabajos, especialmente Cerambycidae, escribió el volumen de 1906 de The Fauna of British India, Including Ceylon and Burma. Gahan se desempeñó como secretario honorario de la Sociedad Entomológica de Londres entre 1899 y 1900 y fue presidente entre 1917 y 1918. Se casó con Annie Woodward en 1887. Se retiró en 1920 y vivió en Mouth Aylsham en Norfolk y murió en Aylsham.